# La Villa-Basílica (métro de Mexico)
La Villa-Basílica est une station de la ligne 6 du métro de Mexico, située au nord de Mexico, dans la délégation Gustavo A. Madero.

## La station
La station ouverte en 1986, tire son nom de la proximité de la Basilique Notre-Dame-de-Guadalupe de Mexico.
À l'origine, la station fut ouverte sous le seul nom de La Villa, car située dans la zone appelée La Villa de Guadalupe, tandis que la station Básilica était celle maintenant appelée Deportivo 18 de Marzo, car c'était alors la plus proche de la basilique. Il fallut attendre le 24 septembre 1996 pour que, afin d'éviter toute confusion, les deux stations prennent leurs noms actuels.
Son emblème est formé par la silhouette de la basilique et une représentation de la Vierge de Guadalupe (ancien symbole de la gare de La Villa); il en existe une variante sur l'un des signes à l'extérieur, avec l'image de Coatlicue, parce qu'il y avait là jadis un temple dédié à la déesse Coatlicue Tonantzin.